# Mauritshuis
La Mauritshuis (AFI: /ˈmɑʊ̯rɪtsˌhœʏ̯s/, lett. "Casa di Maurizio") è un museo dell'Aia, nei Paesi Bassi, che si trova al civico 8 di Korte Vijverberg, adiacente al complesso del Binnenhof.

## Storia e descrizione
Il palazzo, che precedentemente era la residenza del conte Johan Maurits van Nassau-Siegen, ora ospita una vasta collezione d'arte che comprende dipinti dei più famosi pittori olandesi come Johannes Vermeer, Rembrandt van Rijn, Jan Steen, Paulus Potter e Frans Hals, dei fiamminghi Peter Paul Rubens e Pieter Bruegel il Vecchio, oltre a opere del pittore tedesco Hans Holbein il Giovane.
Il palazzo è stato progettato dagli architetti Jacob van Campen e Pieter Post nel XVII secolo per la famiglia reale dei Paesi Bassi.
Il Mauritshuis è stato  un museo statale fino al 1995, quando è stato privatizzato. La fondazione da quel momento realizzata si prende cura sia del palazzo sia della collezione in esso contenuta, che le è stata affidata con la formula del prestito a lunga scadenza. Anche il palazzo, che resta di proprietà statale, è stato preso in affitto dalla fondazione museale. La Mauritshuis è uno dei più importanti musei olandesi e si propone di mantenere intatta la propria fama. Il museo collabora regolarmente con i più importanti musei di altri paesi.
Il 27 giugno 2014, dopo due anni di restauro e ampliamento, col recupero edilizio dei sotterranei realizzato dallo studio d'architettura di Hans van Heeswijk, il Royal Picture Gallery Mauritshuis riapre al pubblico con un'estensione raddoppiata.

## Le opere maggiori esposte al museo

### Rembrandt Harmenszoon Van Rijn
- Andromeda (1629 circa)
- Lezione di anatomia del dottor Tulp (1632)

### Pieter Paul Rubens
- Peccato originale (1617 circa)

### Jan Vermeer
- Diana e le ninfe (1655 circa)
- Veduta di Delft (1660 circa)
- Ragazza col turbante (1665 circa)

## Galleria d'immagini

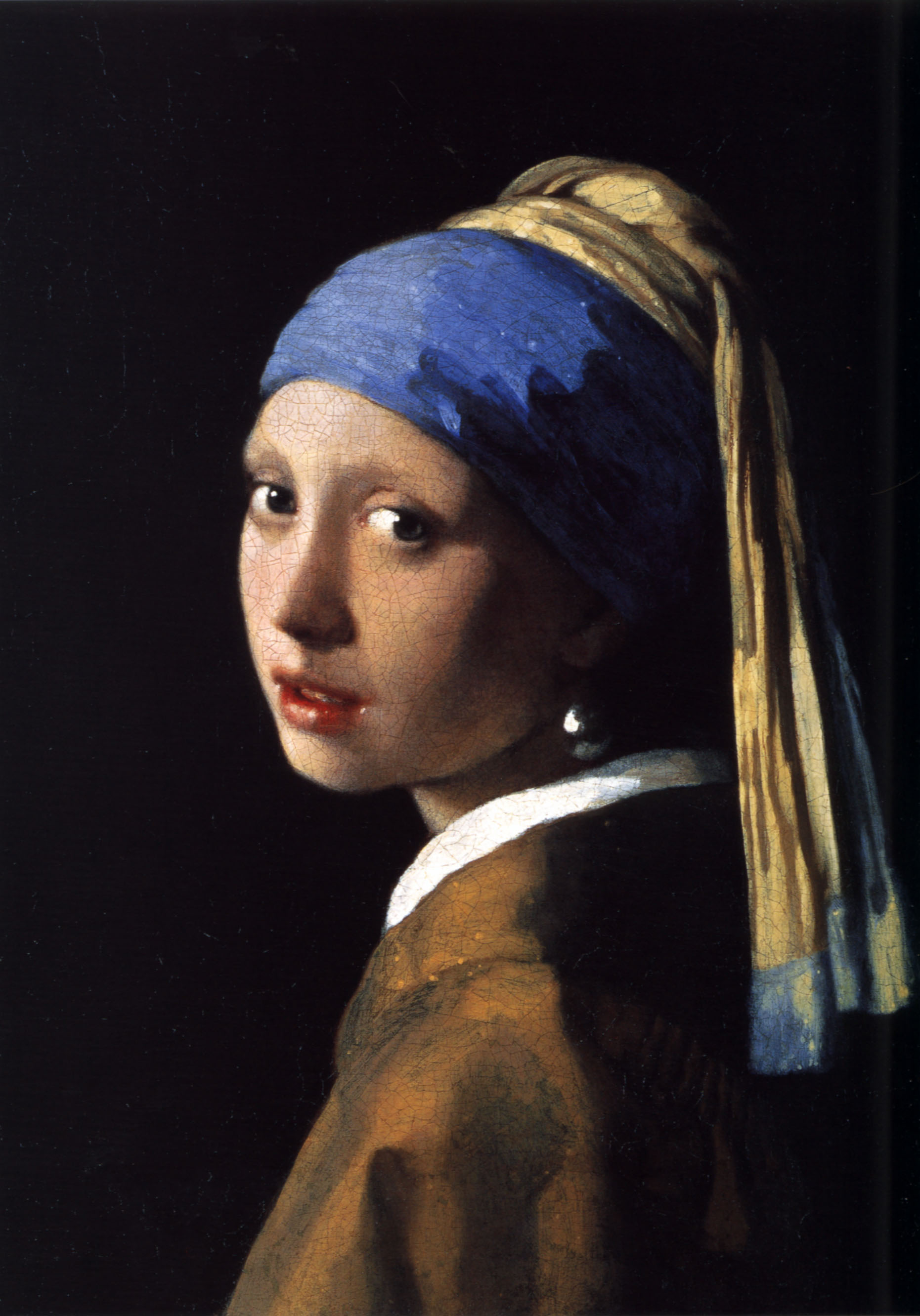
Jan Vermeer, Ragazza col turbante (1665)
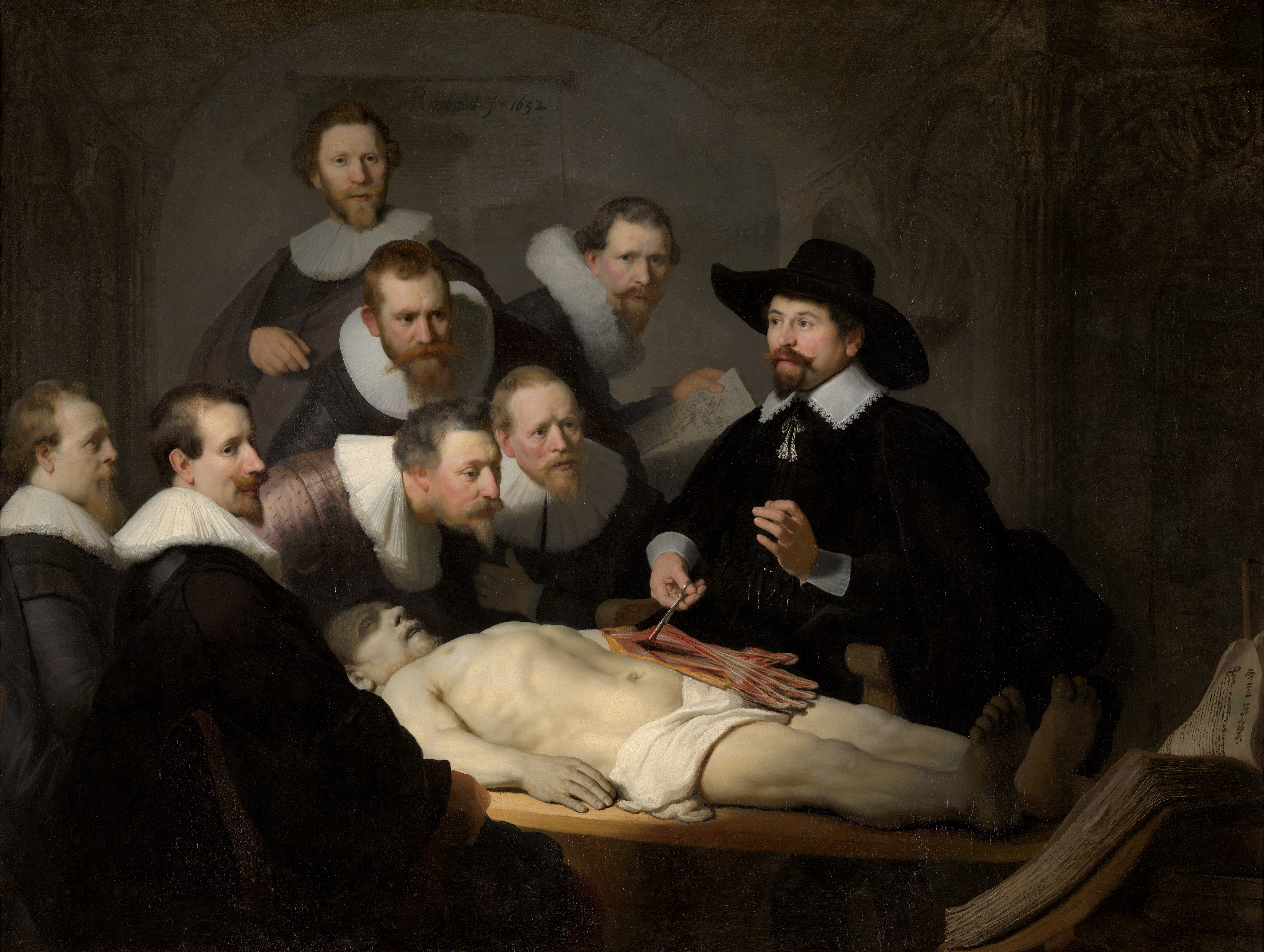
Rembrandt, Lezione di anatomia del dottor Tulp (1632)
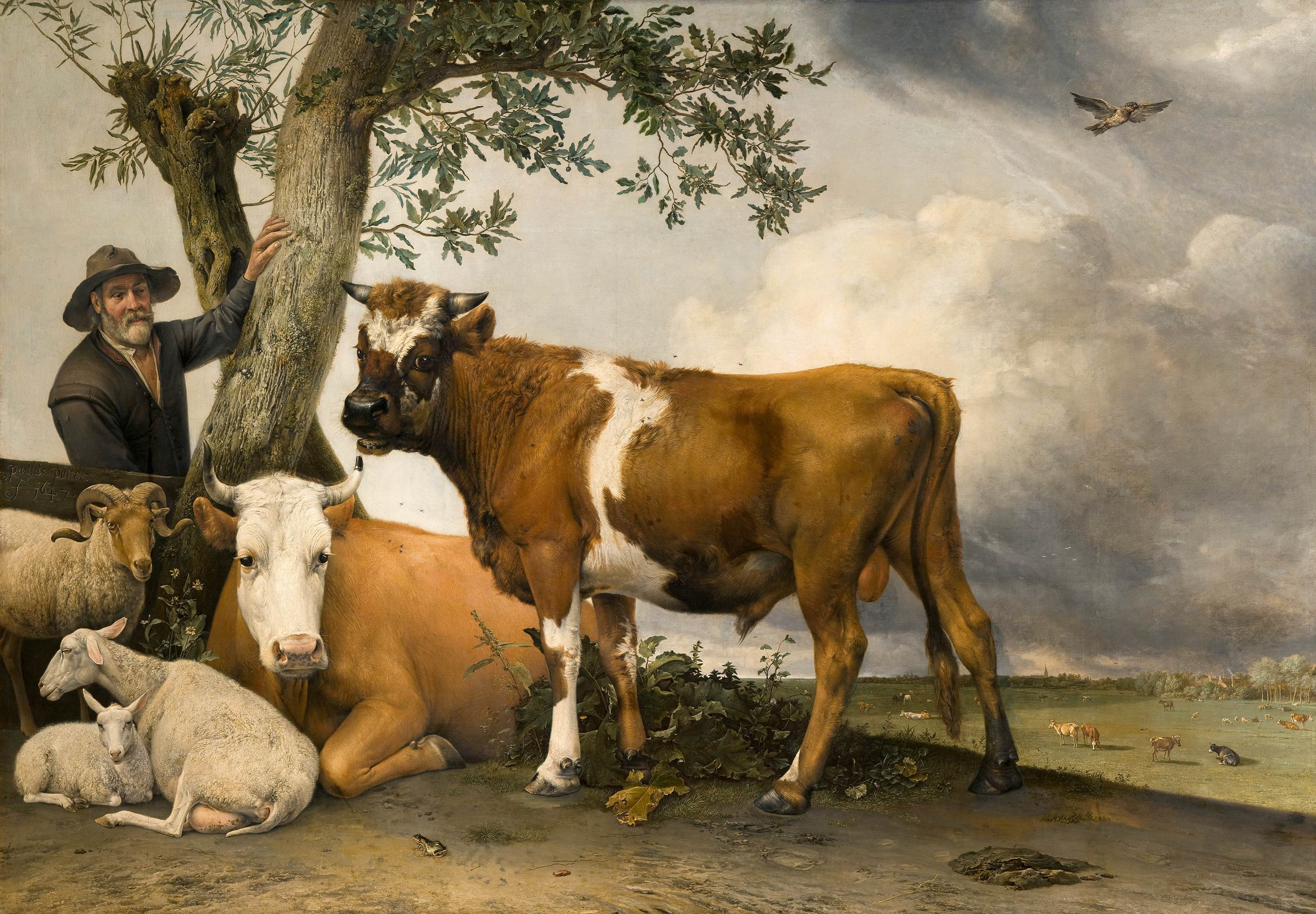
Paulus Potter, Il giovane toro (1647)
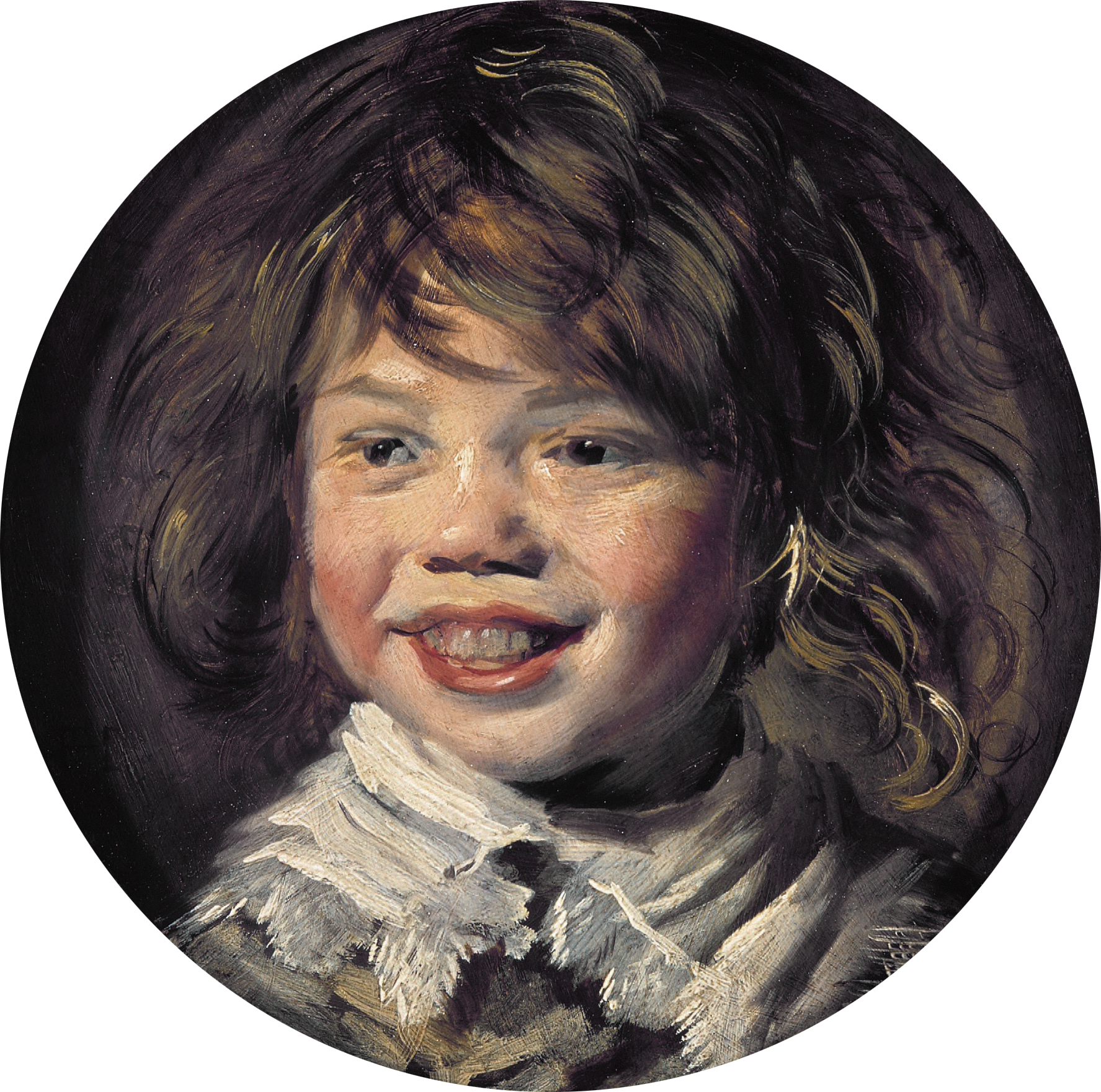
Frans Hals, Ragazzo che ride (1625)
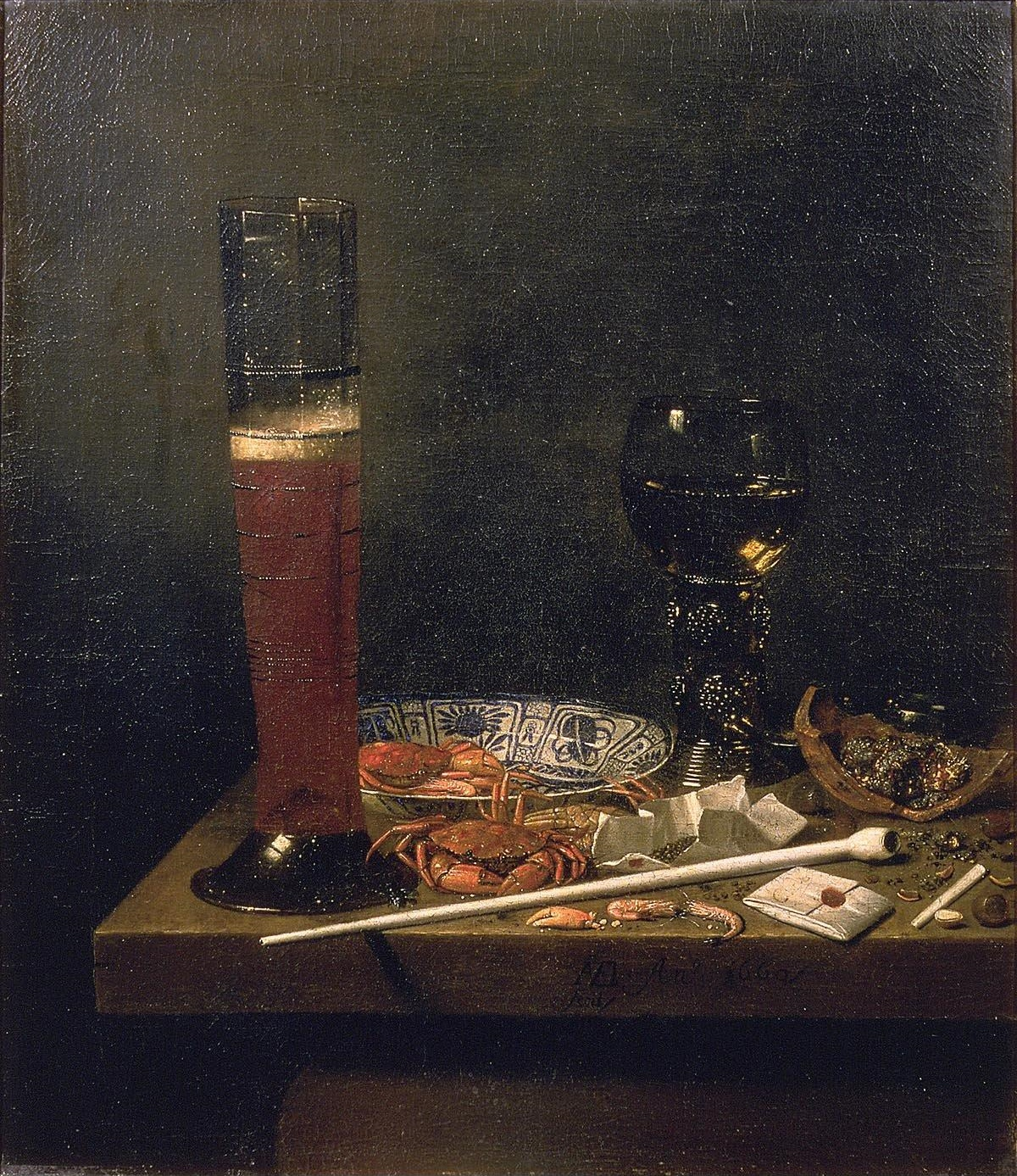
Jan Jansz van de Velde - Natura morta con passglas
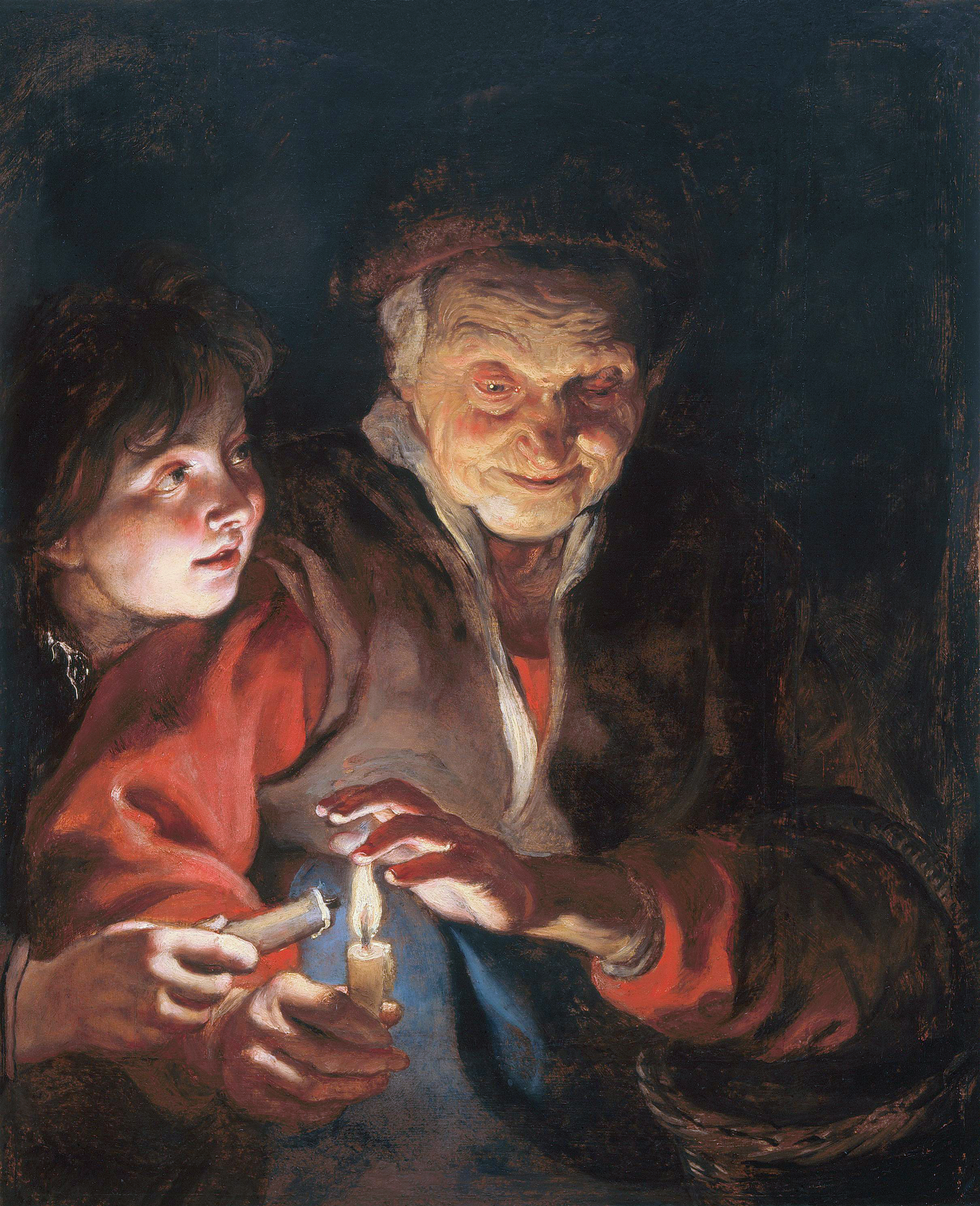
Peter Paul Rubens, Scena notturna (1617)